# Pradines (Corrèze)
Pradines è un comune francese di 109 abitanti situato nel dipartimento della Corrèze nella regione della Nuova Aquitania.

## Società

### Evoluzione demografica
Abitanti censiti